# Tolyphus transcaspicus
Tolyphus transcaspicus là một loài bọ cánh cứng trong họ Phalacridae. Loài này được Reitter miêu tả khoa học năm 1913.